# Закриев, Ибрагим Салманович
Ибрагим (Якуб) Салманович Закриев (род. 16 октября 1990, с. Курчалой, Шалинский район, Чечено-Ингушская АССР, РСФСР, СССР) — чеченский государственный деятель. Руководитель администрации главы и правительства Чеченской Республики.
Мэр Грозного с 26 июля 2018 по 10 февраля 2020 (и. о. 25 июня — 26 июля 2018).

## Биография
Родился 16 октября 1990 в селе Курчалой Шалинского района Чечено-Ингушской АССР.

## Образование
В 2006 году окончил Петровскую школу в Москве. В 2009 году окончил Московское суворовское военное училище. В 2013 году — выпускник Высшей школы государственного аудита МГУ по специальности «экономист».

## Трудовая деятельность
Трудовую деятельность начал в 2013 году. 
С 8 августа по 5 декабря 2013 — заместитель Руководителя администрации главы и правительства Чеченской Республики.
С 5 декабря 2013 по 29 декабря 2014 — управляющий делами главы и правительства Чеченской Республики.
С 29 декабря 2014 по 26 октября 2015 — первый заместитель министра финансов Чеченской Республики.
С 26 октября 2015 по 14 марта 2016 — руководитель секретариата главы Чеченской Республики.
С 15 марта 2016 по 25 июня 2018 — первый заместитель председателя правительства Чеченской Республики.
С 25 июня 2018 — временно исполняющий обязанности мэра Грозного. С 26 июля 2018 по 10 февраля 2020 — мэр Грозного.
С 10 февраля 2020 — руководитель администрации главы и правительства Чеченской Республики.
С 18 июля 2023 года — генеральный директор АО «Данон Россия», российского подразделения Danone, переданного в управление Росимуществу.

## Санкции
2 ноября 2023 года, из-за вторжения России на Украину, вместе с отцом был включён в санкционный список Минфина США. 13 июня 2024 года Закриев попал в санкционный список Великобритании против «военной машиной Путина» как лицо получившее выгоду после вторжения в ключевых для отраслях России.

## Семья
Женат, есть 4 ребёнка.

## Награды
- Орден Дружбы (27 марта 2023) — за достигнутые трудовые успехи и многолетнюю добросовестную работу[9]
- Орден Кадырова (9 января 2017) — за заслуги перед Чеченской Республикой, деятельность, способствующую её развитию
- Медаль «Памяти Ахмат-Хаджи Кадырова, первого Президента Чеченской Республики» (25 октября 2017) — за исключительные заслуги, послужившие процветанию Чеченской Республики, вклад в дело первого Президента Чеченской Республики Ахмада Абдулхамидовича Кадырова

## Факты
- Является одним из самых молодых мэров в России.